# Tennis Masters Cup 2005
La Tennis Masters Cup 2005 è un torneo di tennis indoor che si è disputato a Shanghai, Cina, dal 13 al 20 novembre 2005 sui campi sintetici indoor della Qizhong Forest Sports City Arena. Si è trattato della 36ª edizione per quanto riguarda il torneo di singolare e della 31ª per quanto riguarda quello di doppio.

## Campioni

### Singolare
David Nalbandian ha battuto in finale  Roger Federer con il punteggio di 6(4)–7, 6(11)–7, 6–2, 6–1, 7–6(3)

### Doppio
Michaël Llodra /  Fabrice Santoro hanno battuto in finale  Leander Paes /  Nenad Zimonjić con il punteggio di 6(6)–7, 6–3, 7–6(4)